# Gnaphosa eskovi
Gnaphosa eskovi är en spindelart som beskrevs av Ovtsharenko, Platnick och Song 1992. Gnaphosa eskovi ingår i släktet Gnaphosa och familjen plattbuksspindlar.
Artens utbredningsområde är Kazakstan. Inga underarter finns listade i Catalogue of Life.